# Гранский, Виктор Исидорович
Виктор Исидорович Гранский (20 апреля 1903, Санкт-Петербург — 16 октября 1970, Ленинград) — советский библиограф

 и библиотековед.

## Биография
Родился 20 апреля 1903 года в Петербурге в семье приказчика и кустаря. В 1927 году окончил Высшую пограничную службу ОГПУ, в 1933 году окончил немецкое отделение Ленинградского филиала Государственного центра института заочного обучения иностранных языков, а в 1939 году окончил Высшие курсы библиотековедения. С 1934 по 1937 году работал в посольствах СССР в Германии и Дании. В 1937 году уволен из органов НКВД на пенсию по болезни в звании капитана государственной безопасности. В 1938 году устроился на работу в ГПБ и проработал вплоть до 1949 года, после чего уволился и вновь устроился туда же в 1956 году и проработал вплоть до 1969 года. В годы ВОВ лично руководил эвакуацией библиотечных фондов, а по окончании войны руководил их реэвакуацией.
Скончался 16 октября 1970 года в Ленинграде.

## Семья
Был женат на Суламифи Соломоновне Кримкер, также сотруднице органов госбезопасности (известна также как Эмма Карловна Каганова), которая в 1951 г. вышла замуж за Павла Судоплатова.

## Научные работы
Основные научные работы посвящены теории и методике рекомендательной библиографии. Автор нескольких сотен научных работ и 20 библиографических пособий.